# SONOS

Dibuix en secció transversal d'una cèl·lula de memòria SONOS.

SONOS, abreviatura de "silici–òxid–nitrur–òxid–silici", més precisament, "silici policristalí "—"diòxid de silici "—"nitrur de silici"—"diòxid de silici"—"silici", :121 és una estructura de secció transversal de MOSFET (transistor d'efecte de camp d'òxid metàl·lic i semiconductor), realitzada per PCY Chen de Fairchild Camera and Instrument el 1977. Aquesta estructura s'utilitza sovint per a memòries no volàtils, com ara EEPROM i memòries flash. De vegades s'utilitza per a pantalles LCD TFT. És una de les variants CTF (charge trap flash). Es distingeix de les estructures de memòria no volàtils tradicionals per l'ús de nitrur de silici (Si₃N4 o Si9N10) en lloc de "FG basat en polisilici (porta flotant)" per al material d'emmagatzematge de càrrega. :Fig. 1 Una altra variant és "SHINOS" ("silici"—"hi-k"—"nitrur"—"òxid"—"silici"), que es substitueix a la capa superior d'òxid per material d'alt κ. Una altra variant avançada és "MONOS" ("metall-òxid-nitrur-òxid-silici"). :137 :66 Les empreses que ofereixen productes basats en SONOS inclouen Cypress Semiconductor, Macronix, Toshiba, United Microelectronics Corporation i Floadia Arxivat 2022-11-01 a Wayback Machine. .
Una cèl·lula de memòria SONOS es forma a partir d'un transistor MOSFET de canal N de polisilici estàndard amb l'addició d'una petita part de nitrur de silici inserida dins de l'òxid de la porta del transistor. El fragment de nitrur no és conductor, però conté un gran nombre de llocs de captura de càrrega capaços de contenir una càrrega electroestàtica. La capa de nitrur està aïllada elèctricament del transistor circumdant, encara que les càrregues emmagatzemades al nitrur afecten directament la conductivitat del canal del transistor subjacent. L'entrepà d'òxid/nitrur normalment consta d'una capa d'òxid inferior a 2 nm, una capa mitjana de nitrur de silici de 5 nm de gruix i una capa superior de 5-10 nm d'òxid.